# Arian Moayed
Arian Moayed (Irão, 15 de abril de 1980) é um ator e escritor norte-americano.